# Erigonoplus
Erigonoplus Simon, 1884 è un genere di ragni appartenente alla famiglia Linyphiidae.

## Distribuzione
Le 22 specie oggi attribuite a questo genere sono state reperite in varie località della regione paleartica: circa 14 di queste specie sono presenti esclusivamente in territorio europeo. La specie dall'areale più vasto è la E. globipes, reperita in varie località dell'intera regione paleartica.
In Italia sono state rinvenute tre specie di questo genere: E. globipes in alcune località dell'Italia settentrionale; E. nobilis Thaler, 1991, endemismo dell'Italia settentrionale e E. simplex Millidge, 1979, endemismo dell'Italia meridionale.

## Tassonomia
Considerato un sinonimo anteriore di Erigonopterna Miller, 1943, secondo la specie tipo Erigonopterna jamilae Miller, 1943, a seguito di un lavoro di Millidge del 1975; è anche sinonimo anteriore di Cotyora Simon, 1926, secondo un analogo studio di Millidge del 1977.
A dicembre 2011, si compone di 22 specie:
- Erigonoplus castellanus (O. P.-Cambridge, 1875) — Spagna
- Erigonoplus depressifrons (Simon, 1884)[4] — Portogallo, Spagna, Francia
- Erigonoplus dilatus (Denis, 1949) — Andorra
- Erigonoplus globipes (L. Koch, 1872) — Regione paleartica
- Erigonoplus inclarus (Simon, 1881) — Corsica
- Erigonoplus inspinosus Wunderlich, 1995 — Grecia
- Erigonoplus jarmilae (Miller, 1943) — Austria, Repubblica Ceca, Slovacchia, Russia
- Erigonoplus justus (O. P.-Cambridge, 1875) — Belgio, Francia, Germania
- Erigonoplus kirghizicus Tanasevitch, 1989 — Kazakistan
- Erigonoplus latefissus (Denis, 1968) — Marocco
- Erigonoplus minaretifer Eskov, 1986 — Russia
- Erigonoplus nasutus (O. P.-Cambridge, 1879)[4] — Portogallo, Francia
- Erigonoplus nigrocaeruleus (Simon, 1881) — Corsica
- Erigonoplus ninae Tanasevitch & Fet, 1986 — Turkmenistan
- Erigonoplus nobilis Thaler, 1991 — Italia
- Erigonoplus sengleti Tanasevitch, 2008 — Iran
- Erigonoplus setosus Wunderlich, 1995 — Croazia, Grecia
- Erigonoplus sibiricus Eskov & Marusik, 1997 — Russia
- Erigonoplus simplex Millidge, 1979 — Italia
- Erigonoplus spinifemuralis Dimitrov, 2003 — Bulgaria
- Erigonoplus turriger (Simon, 1881) — Francia
- Erigonoplus zagros Tanasevitch, 2009 — Iran

### Sinonimi
- Erigonoplus ayyildizi Tanasevitch, Topçu & Demir, 2005; questi esemplari, rinvenuti in Turchia, sono stati posti in sinonimia con E. spinifemuralis Dimitrov, 2003, a seguito di uno studio di Tanasevitch del 2009[1].
- Erigonoplus galophilus Gnelitsa, 2007; questi esemplari, rinvenuti in Ucraina, sono stati posti in sinonimia con E. spinifemuralis Dimitrov, 2003, a seguito di uno studio di Tanasevitch del 2009[1].

### Specie trasferite
- Erigonoplus alticeps (Denis, 1951); trasferita al genere Trichopterna Kulczyński, 1894 con la denominazione provvisoria di Trichopterna alticeps (Denis, 1951); a seguito di un lavoro degli aracnologi Bosmans, Cardoso & Crespo del 2010, viene considerata sinonimo di Trichopterna cucurbitina (Simon, 1881)[1].